# Струси
Струси (пол. Strusy) — село в Польщі, у гміні Папротня Седлецького повіту Мазовецького воєводства.
Населення — 107 осіб (2011).
У 1975-1998 роках село належало до Седлецького воєводства.

## Демографія
Демографічна структура станом на 31 березня 2011 року:
|          | Загалом | Допрацездатний вік | Працездатний вік | Постпрацездатний вік |
| -------- | ------- | ------------------ | ---------------- | -------------------- |
| Чоловіки | 62      | 14                 | 38               | 10                   |
| Жінки    | 45      | 3                  | 26               | 16                   |
| Разом    | 107     | 17                 | 64               | 26                   |